# Йёнссон, Оке
Оке́ Бёрье Ленна́рт Йёнссон (швед. Åke Börje Lennart Jönsson; 26 июня 1925 — 18 декабря 1998) — шведский футболист, играл на позиции полузащитника. Бронзовый призёр летних Олимпийских игр 1952 года.

## Биография

### Клубная карьера
Всю футбольную карьеру, насчитывающую 15 сезонов, Йёнссон играл только за «Хельсингборг». Всего в лиге Аллсвенскан сыграл за «Хельсингборг» 201 матч и забил 51 гол.

### Карьера в сборной
Дебютировал за сборной Швеции 29 июня 1951 года в матче со сборной Исландии — Швеция проиграла со счётом 3:4 и Йёнссон забил в том матче забил гол.
В составе олимпийской сборной принимал участие на олимпийском турнире 1952 года, но на поле не выходил. По итогам турнира сборная Швеции завоевала бронзовые медали.

### Смерть
Скончался 18 декабря 1998 года в возрасте 73 лет.

## Достижения
Швеция
- Бронзовый призёр Олимпийских игр (1): 1952